# Thioto
Theodo von Henneberg, dit Thioto, est évêque de Wurtzbourg de 908 à 931.

## Biographie
Comme son prédécesseur, il est devenu évêque de Wurtzbourg avec le soutien des Conradiens. Il sert sous Louis l'Enfant et Conrad Ier de Germanie.
Il n'existe aucun document à propos de son œuvre en tant qu'évêque de Wurtzbourg.

## Source, notes et références
- (de) Cet article est partiellement ou en totalité issu de l’article de Wikipédia en allemand intitulé « Thioto » (voir la liste des auteurs).